# Бронвін Бенкрофт
Бронвін Бенкрофт (*1958, Тентерфілд, Новий Південний Уельс) — австралійська аборигенна художниця, модельєрка та артменеджерка. Співзасновниця та перша очільниця Бумалійської спільноти художників-аборигенів, першої аборигенної художньої спільноти.
У 1985 році Бенкрофт створила магазин «Мистецтво австралійських аборигенів», в якому продавалися тканини, які вона виготовляла разом з художницями-аборигенками. 
Бенкрофт брала участь у громадській діяльності, входить до ради директорів Національної галереї Австралія. Її картина «Профілактика СНІДу» (1992) була використана в акції, присвяченій ВІЛу та СНІДу в Австралії. Бенкрофт працювала в департаменті коледжу Віскопі і Тренбі для аборигенів і членкиею ради художників в музеї сучасного мистецтва Сіднея.

## Життєпис
Бронвін Бенкрофт народилася у 1958 році в провінційному містечку Нового Південного Уельсу — Тентерфілд. Вона була наймолодшою з семи дітей Оуена Сесіла Йосипа Бенкрофта, відомого як «Білл» — серед австралійських аборигенів з клану Дянбун, шотландсько-польського походження. Бенкрофт казала, що її пра-пра-пра-бабуся Пемау була однією з уцілілих з її клану, коли на їхній території почали будуватися ферми. Її дід і дядько працювали в місцевій шахті.
Оскільки її батько був аборигеном, він обмежувався у правах і не зміг здобути освіту. Він мусив працювати далеко від дому, виготовляючи залізничні шпали, оскільки не мав освіти, а мати в той час працювала кравчинею удома. Батьк був інженером, і під час Другої світової війни він керував баржею у Маданзі та Рабаулі. 
Слідуючи порадам батька щодо значення освіти у житті людей чи торгівлі, до переїзду в Канберру у 1976 році Бенкрофт разом з майбутнім чоловіком Недом Меннінгом закінчила середню школу в Тентерфілді. Там же вона здобула диплом з візуальних комунікацій у школі мистецтв міста Канберрі, а потім майстрині з практичних знань та магістра з образотворчого мистецтва у сфері живопису в університеті Сіднея. За весь цей період вона не поверталася до Тентерфілду, хоча три її сестри жили там до 2004 року. Її батько помер близько 1990 року. 
Бенкрофт має трьох дітей: Джек (1985), Елла (1988), після розлучення замолоду з Меннінгом народила дочку Рубі-Роуз (1999). У 2010 її син Джек отримав нагороду «Наймолодший австралієць року» за роботу в організації студентів серед корінних шкіл.

## Діяльність
Бенкрофт була співзасновницею найстарішої художньої організації аборигенів у 1987 році. Вона очолювала організацію протягом перших двох десятиліть. У 1985 році Бенкрофт створила магазин «Мистецтво австралійських аборигенів», у якому продавалися дизайнерські роботи, укомплектовані її студентками. У 1987 році Бенкрофт, Євфимія Босток і Міні Хіт були першими австралійськими дизайнерами, яких запросили на показ своїх робіт до Парижу, де орнаменти на тканині Бенкрофт були представлені на дефіле. Два роки потому, в 1989, вона зробила вагомий внесок у виставку «Австралійська мода: Сучасне мистецтво». Попри ці успіхи, вона відійшла від індустрії моди, розповідаючи в інтерв'ю в 2005, що не виготовляє тканину для дизайнерів вже 15 років. Характеризуючись як «інтуїтивна художниця-колористка», останнім часом Бенкрофт працює в основному художницею, що розробила власний стиль, чимось схожий на вітраж. Вона справила значне враження на американську художницю Джорджію О'Кіф, європейських художників Жоану Міро, Василя Кандинського і Марка Шагала, а також на художників-земляків, таких як Емілі Нагваррі, Ровер Томас і Мері Маклін.
Бувши відомою дизайнеркою, Бенкрофт працювала з багатьма художніми засобами, в тому числі дизайном ювелірних виробів, живописом, колажем, ілюстраціями, скульптурою, оформленням інтер'єру. Роботи Бенкрофт є в Національній галереї Австралії, Художній галереї Нового Південного Уельсу, а також у Художній галереї Західної Австралії та Художній галереї Квінсленду. У Національній галереї також можна побачити її захопливі роботи з шовку, створені у 1991 році. Між 1989 і 2006 Бенкрофт провела 8 персональних виставок і брала участь принаймні в 53 групових виставках, у тому числі й у Австралійському музеї в Сіднеї, у Національній галереї Австралії в Канберрі, і Національній галереї Вікторії. Її мистецтво було представлене на виставці в Індонезії, Новій Зеландії, США, Франції та Німеччині.
У 2004 році Бенкрофт займалась створенням настінної фрески для двох баскетбольних майданчиків спортивного центру в Мариквіллі, Новий Південний Уельс. На фресці зображено змію, чоловіка і жінку, які є символами австралійської історії та про яких ідеться в Біблії.
У 1993 році Бенкрофт займалася ілюструванням дитячих книжок, і представила свою роботу у книзі Діани Кід. Книга зайняла перше місце як «Найкраща книга року».
Давня прихильниця робіт Бенкрофт пані Брайс сказала, що робота «Чому я люблю Австралію» говорить багато що про її авторку.
Усі творчі роботи Бенкрофт зберігаються в Національній галереї Австралії, Художній галереї Нового Південного Уельсу та в Художній галереї Західної Австралії. Її художня діяльність також представлена у 20 дитячих книгах, в тому числі в «Острові мрій» письменника і активіста Оджера Ноонаккалі та в книгах художниці і письменниці Саллі Морган. У спортивному центрі, що знаходиться у Сіднеї, можна побачити її настінний живопис.
Мистецтво Бенкрофт також представлене в публікаціях ряду інших осіб і організацій, в тому числі обкладинки для книжок австралійського музею та багато інших.